# Corte do Sul (Japão)

As capitais imperiais durante o período Nanboku-chō situavam-se em locais relativamente próximos, contudo geograficamente distintos. Estes foram convencionalmente identificados por:
- Capital do norte:Kyoto
- Capital do sul: Yoshino.

A Corte do Sul (南朝, Nancho) foi um conjunto de quatro imperadores (Imperador Go-Daigo e seus descendentes) cujas reivindicações de soberania durante o período Nanboku-chō entre 1336 e 1392 foram usurpadas pela Corte do Norte. Apesar da legitimidade das suas pretensões ao trono, a Corte do Sul foi finalmente substituída pela ilegítima Corte do Norte, em 1392.